# Дюбфест, Арне
Арне Дюбфест (норв. Arne Dybfest; 30 июня 1869, Тронхейм — 7 июля 1892, Берген) — норвежский поэт, писатель
, журналист, политик.

## Биография
Дюбфест вырос в скромных условиях в Nordre gate 1 в Тронхейме с отцом, который был шкипером, позже лоцманом. 
В 15–летнем возрасте был обвинён в мелкой краже и посажен в тюрьму. Тюремный опыт произвел на Дюбфеста неизгладимое впечатление, которое он позже отразил в автобиографическом рассказе Den første Dag. Наказание не закончилось тюремным заключением. Тогда было обычным делом, что «трудных» юношей высылали из страны. Так он попал в США.
Будучи в США, стал журналистом и, таким образом, начал свою писательскую карьеру в норвежско-американской прессе, а также в немецкоязычном издании Freiheit, редактор которого Иоганн Йозеф Мост прошёл путь от социал-демократа до анархиста — аналогичный повторит и Дюбфест. Ещё в 1887 году в отправленной в Social-Demokraten статье он писал, что «Социализм есть мир и прогресс. Анархизм — это насилие и разрушение». Однако под впечатлением от событий на Хеймаркет и знакомства с одним из казнённых в итоге анархистов Альбертом Парсонсом, ближе познакомился с идеями анархизма, сам стал убеждённым анархистом, переписывался с Петром Кропоткиным. Во время поездки в Париж познакомился с известными анархистами.
Вернувшись в Норвегию в 1888 году, он вместе с писателем Петером Эгге попытался основать в Тронхейме анархистский журнал «Den nye Tid». Сотрудничал с газетой Fedraheimen, на страницах которой познакомил норвежцев с идеями анархизма.
В 1890 году опубликовал свой первый роман Blandt Anarkister («Среди анархистов»), в котором называет анархистов «революционерами своего времени», стремящимися к «более высокой культуре, лучшему человечеству и лучшей земле». В Христиании был захвачен новыми литературными и культурными тенденциями, преобладавшими примерно с 1890 года. Сменил свою социальную и политическую деятельность интересом к современной духовной жизни.
Один из немногих норвежских авторов, связанных с декадентством. Специалисты считают его связующим звеном между натурализмом и неоромантизмом в литературе Норвегии.
Оказывал поддержку Кнуту Гамсуну в Чикаго после митинга протеста на Хеймаркет-сквер в 1886 году, когда были повешены 6 анархистов.
Покончил с собой, прыгнув за борт во время плавания в Глесвере недалеко от Бергена.

## Избранные сочинения
- Blandt anarkister (1890)
- Ira (1891)
- To noveller (1892)
- Fyrst Kropotkin (1890)